# Gonostygia
Gonostygia is een geslacht van vlinders van de familie uilen (Noctuidae), uit de onderfamilie Hadeninae.

## Soorten
- G. agonax Druce, 1890
- G. cordax Draudt, 1926
- G. jacopa Schaus, 1921